# Kasuvanahalli, Arsikere
Kasuvanahalli là một làng thuộc tehsil Arsikere, huyện Hassan, bang Karnataka, Ấn Độ.